# Lepeophtheirus bonaci
Lepeophtheirus bonaci är en kräftdjursart som beskrevs av Arthur Sperry Pearse 1952. Lepeophtheirus bonaci ingår i släktet Lepeophtheirus och familjen Caligidae. Inga underarter finns listade i Catalogue of Life.